# Drekkingarhylur

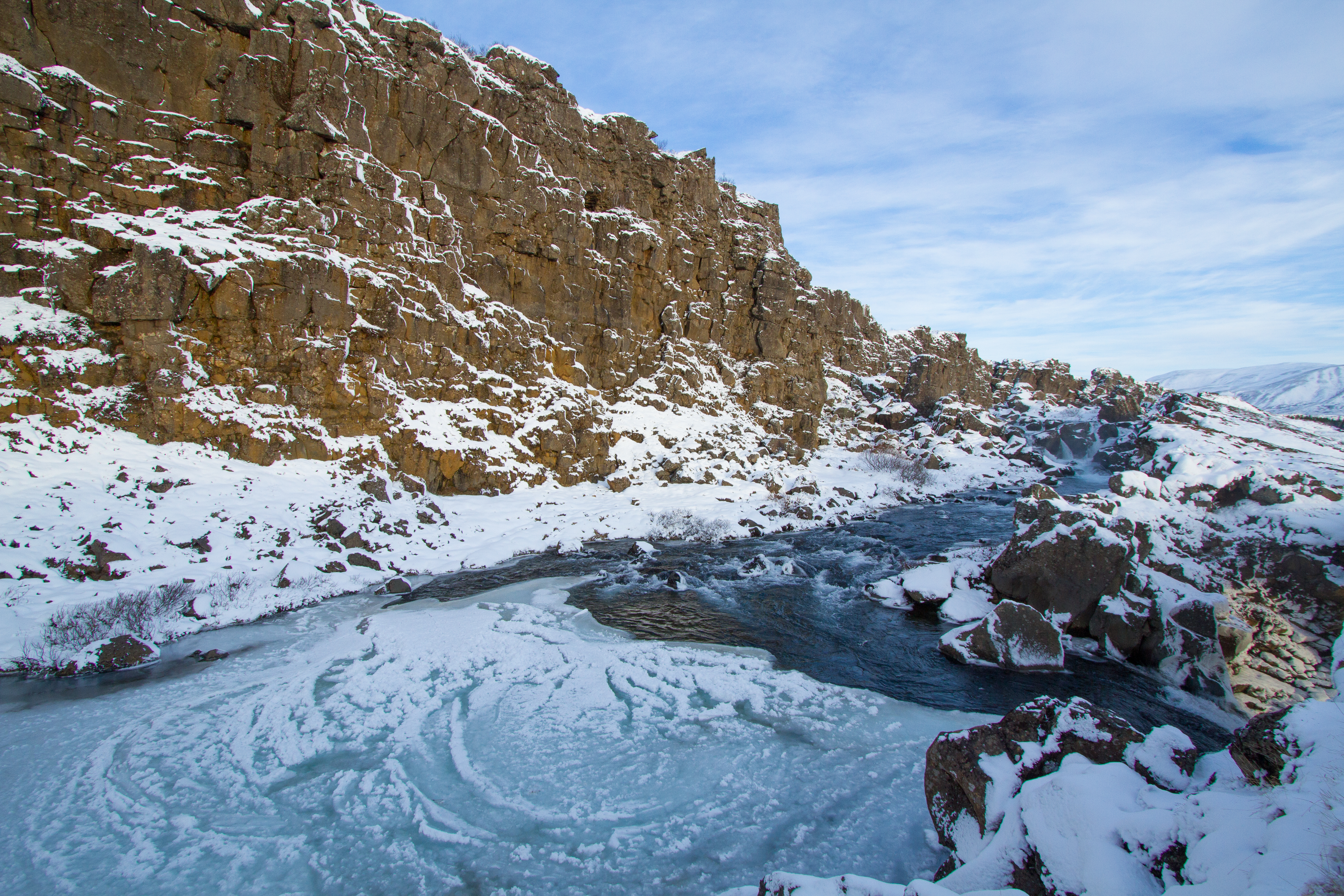
Drekkingarhylur sous la neige

Drekkingarhylur (littéralement «la mare des noyées ») est un ancien lieu d'exécution situé à Þingvellir en Islande, sur la rivière Öxará. Après le renforcement de la peine de mort comme sentence par le Stóridómur en 1564, les femmes convaincues d'adultère y sont jetées à l'eau, après avoir été enfermées dans un sac. La première exécution de l'histoire de l'Islande qui y a lieu est celle de Amy Halldórsdóttir, originaire de Sólheimum Skagafjörður, en 1590. Elle est jugée coupable de faux témoignage pour avoir prétendu être vierge alors qu'elle était enceinte. La dernière exécution d'une femme y a lieu en 1749.